# Polycyrtus carmenae
Polycyrtus carmenae är en stekelart som beskrevs av Zuniga 2004. Polycyrtus carmenae ingår i släktet Polycyrtus och familjen brokparasitsteklar. Inga underarter finns listade i Catalogue of Life.